# Werner Pelinka
Werner Pelinka (* 21. Januar 1952 in Wien) ist ein österreichischer Komponist.

## Leben
Werner Pelinka studierte in den Jahren von 1964 bis 1979 am Konservatorium der Stadt Wien Klavier bei Dianko Iliew, Orgel bei Leopold Marksteiner und Dirigieren bei Karl Randolf. Der Abschluss der Staats-, Reife- und Diplomprüfung mit Auszeichnung in Orgel und Klavier erfolgte im Jahr 1979 ebenda. Von 1975 bis 1979 nahm er in Antwerpen im Rahmen eines Stipendiums an den internationalen Sommerkursen für Pianisten bei François Glorieux teil.
Im Anschluss daran folgte bis zum Jahr 1985 ein Studium der Liedbegleitung bei Robert Schollum und Kammermusik bei Georg Ebert an der Universität für Musik und darstellende Kunst Wien sowie ein Studium der Musikwissenschaft an der Universität Wien.
An der Universität für Musik und darstellende Kunst Wien erfolgte im Jahr 1985 die Sponsion zum Mag. art. und die Promotion zum Dr. phil. in Musikwissenschaft und Kunstgeschichte. Im Jahr 1995 eröffnete Pelinka das Institut für Horch- und Sprachpädagogik in Wien, welches er bis heute leitet. Seit dem Jahr 1995 hat er einen Lehrauftrag am Konservatorium der Stadt Wien und seit 2002 ist er Abteilungsleiter für Komposition am Franz Schubert Konservatorium.
Seit dem Jahr 2015 ist Werner Pelinka als Dozent bei der „International Summer Academy Theodor Leschetizky“ (ISATL) in Wien tätig.

## Werke
- Pater noster – für (Soli, Chor und) Orgel, op. 1 (1976)[4]
- Mystische Variationen für Klavier – Solo für Klavier, op. 2/2a (1983/1987)[4]
- Ave Maria 2000 – für Sopran, Alt und Orgel, op. 3 (1984)[4]
- Die Legende vom Hufeisen – für Gesang und Klavier nach Texten von Johann Wolfgang von Goethe, op. 4 (1985/1986)[4]
- Sinfonietta con corale für Horn und Orchester – op. 5 (1986)[4]
- Totus Tuus – Marien-Choral für Soli, Chor und Gemeinde a cappella oder mit Orgel, op. 5a (1986)[4]
- Die Jahreszeiten – für hohe Stimme und Klavier, op. 6 (1986)[4]
- Nostalgien – Walzer-Phantasie für Klavier und Horn, op. 8 (1987)[4]
- Reflexionen – Klaviertrio in drei Sätzen mit Rezitation (1987)[4]
- Canzona für Horn und Klavier (Orgel) – op. 11 (1987)[4]
- Fatima-Messe – für Soli, Chor und Orgel (lateinisch), op. 7 (1988)[4]
- Epitaph für Franz Schmidt – Duo für Horn und Orgel, op. 10 (1988)[4]
- Wanderer-Lieder – für mittlere Stimme und Klavier nach Texten von Emmerich Wanderer, op. 12 (1989)[4]
- Metanoeite! – für Orgel, op. 13/13a (1989)[4]
- Passio Silvae – für Baßstimme, Horn und Klavier, op. 14 (1989)[4]
- Le Beatitudini – für Bariton und Klavier (oder Streichorchester oder Horn und Klavier), op. 15 (1990)[4]
- Alpine Legende – für Horn und Klavier (Orgel), op. 16 (1990)[4]
- Auschwitz-Alleluja – für Soli, Chor und Orgel nach Texten von Ernst Degasperi, op. 17 (1990)[4]
- Fünf Miniaturen – Solo für Flöte, op. 18 (1990)[4]
- Marienkron-Chöre – für vierstimmigen Chor a cappella nach Texten von Maria Rosaria Golsch, op. 19 (1991)[4]
- Zwei Inventionen für Horn und Klavier – op. 20 (1992)[4]
- Psalmodische Ode für Heinrich Schütz – für vierstimmigen Chor a cappella, op. 21 (1992)[4]
- Introduktion und Allegro – für Violoncello und Gitarre, op. 22 (1992)[4]
- Drei Fanfaren für Jagdhornquartett – op. 23 (1992)[4]
- Concerto for Jon – Für Horn und Orchester, op. 24 (1992/1993)[4]
- Ikone Franz Jägerstätter – für hohe Stimme, Horn und Orgel (Klavier), op. 25 (1993)[4]
- Trio Arabesque – für Oboe, Fagott und Klavier (1994)[4]
- Diagonal – Konzertstück für Streicher, op. 27 (1995)[4]
- Die Prinzessin auf der Erbse – Musikmärchen nach Martin Auer und Hans Christian Andersen, op. 28 (1995)[4]